# Департамент контррозвідувального захисту інтересів держави у сфері інформаційної безпеки СБУ
Департамент контррозвідувального захисту інтересів держави у сфері інформаційної безпеки СБУ (ДКІБ СБУ) — підрозділ Служби безпеки України, що працює у сфері інформаційної безпеки.

## Завдання
Департамент контррозвідувального захисту інтересів держави у сфері інформаційної безпеки Служби безпеки України відповідає за стан державної безпеки в кібернетичній та інформаційній сферах, координує і контролює діяльність регіональних органів і підрозділів Центрального Управління Служби безпеки України. У межах своєї компетенції вносить Президенту України пропозиції про видання актів, обов'язкових для виконання органами державного управління, підприємствами, установами, організаціями і громадянами.
Ключовими нормативними актами, які визначають сферу діяльності Департаменту є Закон України «Про Службу безпеки України», Закон України «Про контррозвідувальну діяльність», Закон України «Про основні засади забезпечення кібербезпеки», «Стратегія національної безпеки України», затверджена Указом президента України № 287/2015, «Доктрина інформаційної безпеки», затверджена Указом Президента України № 47/2017 та «Стратегія кібербезпеки України», затверджена Указом Президента України № 96/2016

### Ситуаційний центр забезпечення кібербезпеки
СБУ називає такі завдання ситуаційного центру:
- протидія злочинам проти миру і безпеки людства, які вчиняються у кіберпросторі;
- контррозвідувальні та оперативно-розшукові заходи, спрямовані на боротьбу з кібертероризмом та кібершпигунством;
- негласна перевірка готовності об'єктів критичної інфраструктури до можливих кібератак та кіберінцидентів;
- протидія кіберзлочинності, наслідки якої можуть створити загрозу життєво важливим інтересам держави;
- розслідування кіберінцидентів та кібератак щодо державних електронних інформаційних ресурсів, критичної інформаційної інфраструктури;
- забезпечення реагування на кіберінциденти у сфері державної безпеки.

## Історія
Департамент утворений відповідно до Указу Президента України від 25 січня 2012 року № 34/2012.
Завдяки проведеній протягом 2014—2016 років роботі та за сприяння Трастового фонду Україна-НАТО з питань кібербезпеки, забезпечено створення та розвиток Ситуаційного центру забезпечення кібербезпеки в СБУ. Технічне обладнання та програмне забезпечення для роботи Центру СБУ отримала в липні 2017 року в рамках виконання першого етапу Угоди про реалізацію Трастового фонду Україна-НАТО з питань кібербезпеки. 25 січня 2018 року Голова СБУ Василь Грицак відкрив у Києві Ситуаційний центр забезпечення кібернетичної безпеки СБУ, створений на базі Департаменту контррозвідувального захисту інтересів держави в сфері інформаційної безпеки СБУ.
За час роботи спеціалісти Центру зафіксували та заблокували протягом 2017—2019 років кібератак різного масштабу.
У листопаді 2018 року у м. Дніпро було створено перший регіональний центр забезпечення кібербезпеки СБУ. У травні 2019 заступник Голови СБ України Олег Фролов відкрив регіональний центр забезпечення кібербезпеки у м. Одеса.
Напередодні парламентських виборів 2019 року у Києві на кількох локаціях відбулися міжнародні кібернавчання з імітацією атак на інформаційні ресурси «умовної ЦВК».
4 листопада 2021 року т.в.о. керівника ДКІБ СБУ Ілля Вітюк заявив, що кіберфахівці спецслужби встановили хакерів всесвітньо відомого угруповання «ARMAGEDON», яке здійснило понад 5 тис. кібератак на державні органи та об'єкти критичної інфраструктури України. Ними виявилися офіцери «Кримського» ФСБ, а також зрадники, які перейшли на бік ворога під час окупації півострова у 2014 році.

## Керівники
- (04.2012 — 02.2014) Бік Володимир Валентинович
- (02.2014) т.в.о. Король Сергій Олександрович
- (02.2014—04.2014) т.в.о. Ягун Віктор Миколайович
- (04.2014—07.2015) Найда Віталій Анатолійович
- (07.2015—11.2015) т.в.о. Кулешов Микола Валерійович
- (11.2015—07.2016) Кріцин Едуард Володимирович
- (07.2016—06.2019) Климчук Олександр Васильович
- (08.2019—12.2019) Кулешов Микола Валерійович[13]
- (13.12.2019—26.07.2021) Корнійчук Олексій Олександрович[14]
- (30.11.2021—01.05.2024) Вітюк Ілля Анатолійович.[15][16]

## Державно-приватне партнерство
Співробітниками Ситуаційного центру забезпечення кібербезпеки СБУ на базі платформи з відкритим програмним кодом MISP (Malware Information Sharing Platform) створено систему збору і обробки інформації стосовно інцидентів кібернетичної безпеки та обміну технічними даними про ідентифікатори компрометації інформаційних систем об'єктів критичної інфраструктури між суб'єктами сектору безпеки в режимі реального часу.
Ситуаційним центром забезпечення кібербезпеки СБУ підписано Меморандуми щодо співпраці з питань кібербезпеки та організовано обмін інформацією щодо кіберінцидентів та кібератак з використанням платформи MISP-UA з ДП «Антонов».

## Просвітницькі заходи
Співробітники департаменту проводять регулярні заходи у форматів лекцій та круглих столів з питань інформаційної безпеки та інформаційної війни Росії проти України. Зокрема, заступниця начальника Департаменту Юлія Лапутіна неодноразово проводила круглі столи щодо витоків війни на Сході України, методів ведення та особливостей смислової інформаційної війни Росії проти України, а також участі в ній УПЦ МП у містах Донецької та Луганської областей.